# Le style c’est l’homme
Le style c’est l’homme – francuski związek frazeologiczny, który w tłumaczeniu na polski oznacza styl to człowiek. To powszechnie znane zdanie wypowiedział Georges-Louis Leclerc w przemówieniu inauguracyjnym „Discours sur le style” z okazji przyjęcia go w poczet członków Akademii Francuskiej 25 sierpnia 1753 roku. Fraza stała się skrzydlatymi słowami.